# Slovinska Kovačica
Slovinska Kovačica is een plaats in de gemeente Nova Rača in de Kroatische provincie Bjelovar-Bilogora. De plaats telt 188 inwoners (2001).